# Камбурцано
Камбурца̀но (на италиански: Camburzano; на пиемонтски: Cambruzan, Камбруцан) е село и община в Северна Италия, провинция Биела, регион Пиемонт. Разположено е на 420 m надморска височина. Населението на общината е 1237 души (към 2010 г.).